# Giovanni Giudici (sciatore)
Giovanni Giudici (...) è un ex sciatore alpino italiano.

## Biografia
Specialista della combinata, Giudici ai Campionati italiani vinse la medaglia d'argento nel 1980, quella di bronzo nel 1983 e nuovamente quella d'argento nel 1984; non prese parte a rassegne olimpiche né ottenne piazzamenti in Coppa del Mondo o ai Campionati mondiali.

## Palmarès

### Campionati italiani
- 3 medaglie[1]:
  - 2 argenti (combinata nel 1980; combinata nel 1984)
  - 1 bronzo (combinata nel 1983)